# Nun (lettera)

La lettera nun.

Nun (ebraico נ e "Nun sofit", "Nun finale": ן) è la quattordicesima lettera di molti abjad semitici, inclusi il fenicio, l'aramaico, l'ebraico e l'arabo. Nun è la terza lettera nel Thaana (ނ), pronunciata come "noonu".  La sua pronuncia è /n/.
La lettera fenicia ha dato origine alla lettera greca ni (Ν ν), all'etrusca , alla latina N ed alla cirillica H.

## Origini
Si ritiene che il grafema nun (ebraico: נ) si sia originato da un pittogramma rappresentante un serpente (la parola ebraica per serpente, nachash inizia per nun e la stessa parola in aramaico è proprio nun). Alcuni l'hanno fatta derivare da un geroglifico di un pesce nell'acqua (in arabo, nūn significa grande pesce o balena). La lettera fenicia era chiamata nūn, pesce, ma il glifo avrebbe origine precedente, dal proto-caanita naḥš, serpente.  La parola proto-caanita derviverebbe dall'etiope ነሐስ (pron : Niahas), che a sua volta si sarebbe originato dal seguente geroglifico 
| I10 |

Nell'arabo moderno, la parola naḥš significa invece sfortuna.

## Esegesi ebraica: la "Nun" capovolta
Talvolta nel Sefer Torah vi sono lettere ebraiche scritte più grandi o piccole rispetto alla maggior parte delle altre ed esiste anche una Nun capovolta: il significato di questo, celato nella Cabala, viene spiegato in alcuni testi sacri ebraici (cfr Bezalel).
Nun è il anche il padre di Giosuè, eroe d'Israele.